# Synagoga w Darłowie
Synagoga w Darłowie – nieistniejąca synagoga znajdująca się w Darłowie przy ulicy Młyńskiej.
Synagoga została zbudowana w XIX wieku. Podczas nocy kryształowej z 9 na 10 listopada 1938 roku bojówki hitlerowskie spaliły synagogę. Po zakończeniu II wojny światowej nie została odbudowana.